# Crary (North Dakota)
Crary ist eine kleine Stadtgemeinde (City) im US-Bundesstaat North Dakota, in der bei der Volkszählung 2020 insgesamt 113 Menschen lebten.
Crary liegt etwa 3 km nordwestlich des Devils Lake und fast 20 km östlich der Stadt Devils Lake.

## Geschichte
Die 1884 gegründete Siedlung hieß zunächst Midway, wurde dann aber nach dem Grundbesitzer William A. Crary benannt. Crary, geboren 1858 in Fond Du Lac in Wisconsin, legte den Ort an und lebte seitdem dort. 1904 gründete sich die Gemeinde als Village. 1918 wurde eine Schule im Ort eröffnet.
Am 9. Januar 1947 kam es in Crary zu einem Kesselzerknall einer Lok der Great Northern Railway, bei dem drei Eisenbahner ums Leben kamen.
Die Schule wurde 1996 geschlossen und das Gebäude Anfang der 2010er-Jahre abgerissen.